# Swietłana Kitowa
Swietłana Aleksandrowna Kitowa, ros. Светлана Александровна Китова (ur. 25 czerwca 1960 w Duszanbe, zm. 20 listopada 2015 w Jonesboro) – rosyjska lekkoatletka specjalizująca się w biegach średniodystansowych. W czasie swojej kariery reprezentowała również Związek Socjalistycznych Republik Radzieckich.

## Sukcesy sportowe
| Rok  | Miasto       | Zawody                    | Konkurencja    | Wynik         |
| ---- | ------------ | ------------------------- | -------------- | ------------- |
| 1983 | Budapeszt    | Halowe mistrzostwa Europy | bieg na 800 m  | złoty medal   |
| 1985 | Kobe         | Uniwersjada               | bieg na 1500 m | złoty medal   |
| 1986 | Madryt       | Halowe mistrzostwa Europy | bieg na 1500 m | złoty medal   |
| 1986 | Moskwa       | Igrzyska Dobrej Woli      | bieg na 1500 m | brązowy medal |
| 1986 | Stuttgart    | Mistrzostwa Europy        | bieg na 1500 m | 6. miejsce    |
| 1987 | Liévin       | Halowe mistrzostwa Europy | bieg na 1500 m | srebrny medal |
| 1987 | Indianapolis | Halowe mistrzostwa świata | bieg na 1500 m | brązowy medal |
| 1987 | Zagrzeb      | Uniwersjada               | bieg na 1500 m | srebrny medal |
| 1987 | Rzym         | Mistrzostwa świata        | bieg na 1500 m | 9. miejsce    |
| 1989 | Budapeszt    | Halowe mistrzostwa świata | bieg na 1500 m | srebrny medal |
| 1989 | Haga         | Halowe mistrzostwa Europy | bieg na 1500 m | brązowy       |

## Rekordy życiowe
- bieg na 800 metrów – 1:58,08 – Kijów 21/06/1984
- bieg na 800 metrów (hala) – 2:01,28 – Budapeszt 06/03/1983
- bieg na 1500 metrów – 4:01,02 – Kijów 02/08/1988
- bieg na 1500 metrów (hala) – 4:05,71 – Budapeszt 04/03/1989
- bieg na milę – 4:22,52 – Rzym 19/07/1989